# Брэддок, Эдвард
Эдвард Брэддок (англ. Edward Braddock; январь 1695 — 13 июля 1755) — британский военный, офицер Колдстримской гвардии, полковник 14-го пехотного полка, в 1755 году — командующий английскими войсками в Северной Америке. Брэддок был назначен командиром экспедиции, известной как «Экспедиция Брэддока», и получил смертельное ранение в сражении при Мононгахеле.

## Биография
Брэддок родился в городе Пертшир в Шотландии в 1695 году. Отец, генерал-майор Эдвард Брэддок, умер в 1725 году. Вступил в Колдстримский гвардейский пеший полк в 1710 г. В 1747 г. в чине подполковника служил под началом принца Вильгельма IV Оранского в Голландии.
Брэддок мог участвовать в марше на перехват якобитской армии в 1745 году; так же в 1747 году он командовал батальоном во время попытки деблокады голландского города Бергена, осаждённого французами. Этими двумя событиями исчерпывался его боевой опыт.
В 1753 году он был произведён в чин полковника Собственного принца Оранского пешего полка (ныне — Западно-Йоркский полк, англ. West Yorkshire Regiment). С 1754 — генерал-майор. Вскоре после этого был назначен командующим британскими войсками в Северной Америке.
19 февраля 1755 г. прибыл в Виргинию. Принял участие в Конгрессе в Александрии (Виргиния), где встретился с губернаторами нескольких британских колоний. Согласно решениям Конгресса, Брэддоку отводилась решающая роль в проведении боевых операций против французских войск. Брэддок должен был возглавить экспедиционный отряд британских войск, целью которого был захват французского форта Дюкен и других территорий в долине реки Огайо.
После нескольких месяцев приготовлений двухтысячная колонна британских войск, в составе которой в качестве адъютанта Брэддока находился Джордж Вашингтон, выступила по лесной дороге по направлению к форту. 9 июля 1755 года передовой отряд колонны, возглавляемый Брэддоком, переправился через реку Мононгахелу и почти сразу же был атакован союзными франко-индейскими войсками. В кровопролитном сражении британская колонна была окружена, обстреляна и разбита, солдаты обратились в паническое бегство. Брэддок поехал вперед, чтобы попытаться подбодрить своих людей, которые потеряли всякое чувство сплоченности и отступали бесформенной толпой. Он, в состоянии близком к бешенству, и практически рыча, метался между группами своих солдат и пытался заставить восстановить строй. Под ним убили четырёх лошадей, но он пересел уже на пятую и упорно пытался осуществить свой план. Когда все офицеры, кроме чудом уцелевшего Вашингтона, были ранены или убиты, а невредимой осталась меньше чем треть армии, Брэддок все-таки приказал сигналить отход. Уже к концу этого тяжелого боя, Брэддок был смертельно ранен в легкое и сопротивление тех немногих англичан, которые умудрялись сохранять мужество — рухнуло. Генерал упал с коня, и его быстро отнесли назад к арьергарду, который атаковался противником не так интенсивно. Однако вынести генерала было не так легко. Большинство солдат уже бежали, Вашингтон командовал отрядом прикрытия и рядом, по сути, оказался только капитан Роберт Орм и несколько местных ополченцев, которые тоже бросились бежать и все уговоры и посулы Орма (60 гиней золотом) ничего не дали. Брэддок уговаривал капитана бросить его и спасать свою жизнь. «Там, где я похоронил свою честь, я хочу похоронить и свой позор», — говорил генерал. Однако Орм не подчинился генералу. Вместе с вирджинцем Стюартом, капитаном легкой кавалерии, который прорывался с боем к капитану и генералу, они погрузили Брэддока на свежую лошадь, и Стюарт Орм увел её прочь, пока Стюарт прикрывал от десятка индейцев их отход. Сам Стюарт получил семь ранений, но все же выжил и смог отступить. Генерал умирал и слабел с каждой минутой. Он бросил всякую надежду на продолжение кампании. Полностью понимая происшедшее, Брэддок без конца твердил своим офицерам, что он принимает вину на себя и то, что он и только он, в ответе за разгром.
Вечером 12 июля, в воскресенье, армия выступила к Грейт-Мидоуз. Всю дорогу до Грейт-Мидоуз умирающий генерал молчал, нарушая тишину только для отдачи приказов.
Около 8 ч. вечера 13 июля 1755 года, со словами: «В другой раз будем знать, что с ними делать…» или по другой версии «кто бы мог подумать…», Брэддок скончался.
По распоряжению Джорджа Вашингтона был похоронен посреди дороги неподалёку от форта Нессесити (англ. Necessity). По дороге специально проехали повозки, чтобы скрыть следы захоронения от надругательства со стороны враждебных индейцев.